# 100 ans de magie
100 ans de magie (100 years of Magic) est l'évènement organisé par la Walt Disney Company à l'occasion du 100e anniversaire de la naissance de Walt Disney. Cet évènement a duré 15 mois du 1er octobre 2001 au 28 février 2003. Il s'est essentiellement déroulé dans le complexe de Walt Disney World Resort pour la division Walt Disney Parks and Resorts. Il a aussi été constitué de plusieurs initiatives dans les autres divisions.
Cet anniversaire a vu le lancement de nombreuses initiatives diverses et variées allant du simple logo apposé sur des objets pour Disney Consumer Products à des attractions  dans les parcs.

## Les parcs à thèmes
Le complexe de Walt Disney World en Floride sur lequel cet évènement se centrait a vu de nombreuses nouveautés, certaines réellement en rapport avec Walt, d'autres un peu moins. La direction du complexe voulait profiter de cette cérémonie pour revigorer les parcs et attirer plus de visiteurs.
- au Magic Kingdom
  - La parade Share a Dream Come True
- à Epcot
  - La parade Tapestry of Dreams
- aux Disney-MGM Studios
  - La parade Disney Stars and Motor Cars Parade
  - L'attraction Walt Disney: One Man's Dream
  - Un nouvel emblème pour le parc : un chapeau du sorcier Mickey
  - L'attraction Who Wants To Be A Millionaire-Play It! (non liée et fermée depuis)
- à Disney's Animal Kingdom
  - La parade Mickey's Jammin' Jungle Parade (non liée)
  - L'attraction TriceraTop Spin (non liée)
  - L'attraction Primeval Whirl (non liée)
- Les Disney’s Magical Moments pins une collection de 5 pin's interactifs
- Les Magic Story Kiosks, des bornes interactives relatant un héritage de Walt Disney.
- Les hôtels et Vacation Clubs (non liés)
  - Disney's Animal Kingdom Lodge
  - Villas au Disney's Beach Club Resort
  - Villas au Disney's Wilderness Lodge
- La boutique Once Upon a Toy de Downtown Disney Marketplace

## Les autres divisions de Disney
- Walt Disney Pictures (plutôt Walt Disney Home Entertainment) a lancé une importante réédition des grands classiques regroupées sous deux dénominations :
  - Les Chefs-d'Œuvre de Walt Disney, des coffrets 2 DVD des plus grands succès.
  - Les Trésors de Walt Disney (Walt Disney Treasures) des coffrets 2 DVD en boîtiers métallisés (USA) ou plastifiés d'aspect chromés (France).
- Disney on Ice présenta un spectacle commémoratif, Disney On Ice : 100 Years of Magic.
- Hyperion a édité dès fin 1999 un ouvrage historio-biographique sur Walt Disney et la Walt Disney Company, traduit en français :
  - Walt Disney : The first 100 Years, Dave Smith et Steven Clack, Hyperion, New York, 1999  (ISBN 978-0-7868-6442-3)
  - Walt Disney : 100 ans de magie, Dave Smith et Steven Clack, traduit par Joseph Antoine, Michel Lafon, Paris, Novembre 2001  (ISBN 978-2-84098-743-7)